# 常杰淼
常杰淼（1875年—1929年），中國北京人。是天津知名評書藝人，與许杰泉和張鑫合稱「評書三杰」，其最重要的作品是《雍正劍俠圖》。後來有收徒徐軫懷、趙軫鐸、佟軫方、來軫義與蔣軫庭等人。